# ليك أرثر (نيومكسيكو)
ليك أرثر (بالإنجليزية: Lake Arthur, New Mexico)‏ هي بلدة أمريكية تقع في الولايات المتحدة في مقاطعة شافيز، نيومكسيكو. يقدر عدد سكانها بـ 432 نسمة ومساحتها 1.4 كم2 و وترتفع عن سطح البحر 1,030 متر.

## التركيبة السكانية
حدّد مكتب تعداد الولايات المتحدة بيانات التركيبة السكانية لليك أرثر في تعداد الولايات المتحدة. في ما يلي، التركيبة السكانية حسب تعدادي 2000 و2010.

### تعداد عام 2000
بلغ عدد سكان ليك أرثر 432 نسمة بحسب تعداد عام 2000، وبلغ عدد الأسر 134 أسرة وعدد العائلات 107 عائلة مقيمة في البلدة. في حين سجلت الكثافة السكانية 313 نسمة لكل كيلومتر مربع (810.7/ميل2). وبلغ عدد الوحدات السكنية 149 وحدة بمتوسط كثافة قدره 108 لكل كيلومتر مربع (279.7/ميل2).
وتوزع التركيب العرقي للبلدة بنسبة 62.96% من البيض و0.46% من الأمريكيين الأصليين و0.69% من الأمريكيين ذوي الأصول الآسيوية و34.49% من الأعراق الأخرى و1.39% من عرقين مختلطين أو أكثر و70.14% من الهسبانيون أو اللاتينيون من أي عرق.
بلغ عدد الأسر 134 أسرة كانت نسبة 53.7% منها لديها أطفال تحت سن الثامنة عشر تعيش معهم، وبلغت نسبة الأزواج القاطنين مع بعضهم البعض 56.7% من أصل المجموع الكلي للأسر، ونسبة 17.2% من الأسر كان لديها معيلات من الإناث دون وجود شريك،  بينما كانت نسبة 6% من الأسر لديها معيلون من الذكور دون وجود شريكة وكانت نسبة 20.1% من غير العائلات. تألفت نسبة 17.9% من أصل جميع الأسر من عدة أفراد يعيشون في نفس المنزل ونسبة 8.2% كانت تتألف من شخص يعيش بمفرده يبلغ من العمر 65 عاماً أو أكثر. وبلغ متوسط حجم الأسرة المعيشية 3.22، أما متوسط حجم العائلات فبلغ 3.62.
بلغ العمر الوسطي للسكان 28.6 عاماً. وكانت نسبة 38.4% من القاطنين تحت سن الثامنة عشر، وكانت نسبة 8.3% بين الثامنة عشر والرابعة والعشرين عاماً، ونسبة 28% كانت واقعةً في الفئة العمرية ما بين الخامسة والعشرين والرابعة والأربعين عاماً، ونسبة 14.6% كانت ما بين الخامسة والأربعين والرابعة والستين، ونسبة 10.6% كانت ضمن فئة الخامسة والستين عاماً فما فوق. يوجد لكل 100 أنثى 114.9 ذكر، ويوجد لكل 100 أنثى في الثامنة عشر من عمرها فما فوق 103.1 ذكر.
بلغ متوسط دخل الأسرة في البلدة 22,386 دولارًا، أما متوسط دخل العائلة فبلغ 22,679 دولارًا. وكان متوسط دخل الذكور 26,875 دولارًا مقابل 15,179 دولارًا للإناث. وسجل دخل الفرد الخاص بالبلدة 8,497 دولارًا. وكانت نسبة 24.7% من العائلات ونسبة 24.6% من السكان تحت خط الفقر، وكان من هؤلاء نسبة 31.1% تحت سن الثامنة عشر ونسبة 6.5% في الخامسة والستين من العمر وما فوق.

### تعداد عام 2010
بلغ عدد سكان ليك أرثر 436 نسمة بحسب تعداد عام 2010، وبلغ عدد الأسر 146 أسرة وعدد العائلات 108 عائلة مقيمة في البلدة. في حين سجلت الكثافة السكانية 315.9 نسمة لكل كيلومتر مربع (818.2/ميل2). وبلغ عدد الوحدات السكنية 165 وحدة بمتوسط كثافة قدره 119.6 لكل كيلومتر مربع (309.8/ميل2).
وتوزع التركيب العرقي للبلدة بنسبة 54.36% من البيض و0.46% من الأمريكيين الأفارقة و0.23% من الأمريكيين الأصليين و0.23% من الأمريكيين ذوي الأصول الآسيوية و36.93% من الأعراق الأخرى و7.80% من عرقين مختلطين أو أكثر و69.72% من الهسبانيون أو اللاتينيون من أي عرق.
بلغ عدد الأسر 146 أسرة كانت نسبة 43.2% منها لديها أطفال تحت سن الثامنة عشر تعيش معهم، وبلغت نسبة الأزواج القاطنين مع بعضهم البعض 50.7% من أصل المجموع الكلي للأسر، ونسبة 19.9% من الأسر كان لديها معيلات من الإناث دون وجود شريك،  بينما كانت نسبة 3.4% من الأسر لديها معيلون من الذكور دون وجود شريكة وكانت نسبة 26% من غير العائلات. تألفت نسبة 21.9% من أصل جميع الأسر من عدة أفراد يعيشون في نفس المنزل ونسبة 5.5% كانت تتألف من شخص يعيش بمفرده يبلغ من العمر 65 عاماً أو أكثر. وبلغ متوسط حجم الأسرة المعيشية 2.99، أما متوسط حجم العائلات فبلغ 3.51.
بلغ العمر الوسطي للسكان 33.5 عاماً. وكانت نسبة 28.7% من القاطنين تحت سن الثامنة عشر، وكانت نسبة 9.6% بين الثامنة عشر والرابعة والعشرين عاماً، ونسبة 27.3% كانت واقعةً في الفئة العمرية ما بين الخامسة والعشرين والرابعة والأربعين عاماً، ونسبة 21.3% كانت ما بين الخامسة والأربعين والرابعة والستين، ونسبة 13.1% كانت ضمن فئة الخامسة والستين عاماً فما فوق. وتوزع التركيب الجنسي للسكان بنسبة 48.9% ذكور و51.1% إناث.